# Rima silábica
Rima es un término lingüístico empleado para describir a una unidad fonológica dentro de una sílaba formada por el núcleo silábico (en español, una vocal), y la consonante o grupo de consonantes que conforman la coda, si existe.

## Clasificación moraica
La división de las sílabas en estructuras fonológicas denominadas ataque, núcleo, coda y rima puede derivarse de la representación moraica de la sílaba, utilizada para describir conceptualmente la estructura rítmica de numerosas lenguas. En este sistema, solo la rima contribuye al «peso silábico».

## Ejemplos de rimas en español
- [al] en sal
- [il], [a] y [o] en Bilbao.